# Опора
Опора (грч. Οπώρα) је у грчкој митологији била богиња благодети јесени.

## Митологија
Била је, заједно са Теоријом, пратиља богиње Ејрене. У време када су звезде могле да силазе на Земљу међу људе, Сиријус је дошао на Земљу и заљубио се у Опору. Она му није узвратила љубав, али је он и даље тако горео страшћу да је изазвао на Земљи врућине и сушу. Због тога су се људи обратили боговима за помоћ и Бореј је послао своје синове да Опору одведу Сиријусу. То је смирило Сиријусову страст и врућина и суша су престале. Међутим, сваке године у то време, када стигне јесен (коју симболише Опора), у име успомене на ту љубав, Сиријус повећава свој сјај.

## Уметност
На једном римском мозаику из трећег века, који се чува у Балтиморском музеју уметности, приказани су Опора, Агрос (персонификација поља) и Оинос (персонификација вина). Она је приказана како у рукама држи корпу са свежим воћем (плодовима), а њих двојица како пију вино.